# Eric Foner
Eric Foner (/ˈfoʊnər/; n. 7 februarie 1943, New York City, New York, SUA) este un istoric american. El scrie pe larg despre istoria politică americană, istoria libertății, istoria timpurie a Partidului Republican, biografia afro-americană, reconstrucție și istoriografie și este membru al facultății la Departamentul de Istorie al Universității Columbia din 1982. El este autorul mai multor manuale populare. Potrivit Open Syllabus Project, Foner este autorul cel mai frecvent citat în programele de studii universitare pentru cursurile de istorie.
Foner este un important istoric contemporan al perioadei Reconstrucției, care a publicat Reconstruction: America's Unfinished Revolution, 1863–1877 în 1989 și peste 10 alte cărți pe această temă. Cursurile sale online despre „Războiul civil și reconstrucția”, publicate în 2014, sunt disponibile de la Universitatea Columbia pe ColumbiaX.
În 2011, The Fiery Trial: Abraham Lincoln and American Slavery (2010) a lui Foner a câștigat Premiul Pulitzer pentru Istorie, Premiul Lincoln și Premiul Bancroft. Foner a câștigat anterior premiul Bancroft în 1989 pentru cartea sa Reconstruction: America's Unfinished Revolution, 1863–1877. În 2000, a fost ales președinte al Asociației Americane de Istorie. El a fost ales la Societatea Americană de Filosofie în 2018.